# Długie s
Długie s, czyli ſ – wariant allograficzny grafemu "s" występujący na początku i w środku wyrazów z wyjątkiem fug międzywyrazowych. Nazwa „długie s” odnosi się do kształtu graficznego, nie zaś do wartości fonetycznej. Litera ſ była stosowana w historycznych krojach pism w tekstach pisanych alfabetem łacińskim.
Ślad tej litery pozostał w niemieckim znaku ß, który to powstał jako ligatura ſ i ʒ.

## Historia
Półuncjałę z V-VIII w. charakteryzowało nowatorskie wykształcenie się różnic między wysokością liter. Wydłużenia górne i dolne spowodowały przejście od pisma dwu- do czteroliniowego. W tym kroju pisma występują elementy majuskuł jak w uncjałach, ale i łacińskiej kursywy zestawione w nowy sposób. Daje to początek dalszego rozwoju pisma antycznego majuskulnego do pisma minuskulnego. Litera S występuje w dwóch odmianach — majuskulnej oraz minuskulnej w postaci ſ.
Minuskuła karolińska z IX-XIII opierała się na piśmie półuncjałowym, a miała dla całej Europy Zachodniej epokowe znaczenie. Krój liter jest dostosowany do systemu czteroliniowego. Małe s występuje jedynie w postaci ſ.
Małe s pojawia się później, najpierw podniesione ponad linię pisma na końcu wyrazów, potem pod koniec XI w. w linii pisma. W środku wyrazów s spotyka się od XII w.
W antykwie różnicowanie między s a ſ traci od XVIII w. na znaczeniu. We Francji np. cezurę wyznacza okres Wielkiej Rewolucji Francuskiej.
W Niemczech do 1941 roku stosowano powszechnie w druku pismo gotyckie, a jako odręczne tzw. Sütterlin. Rozróżnienie między s a ſ było tu obowiązkowe.
W tekstach polskich ſ spotyka się do pierwszej połowy XIX w., por. np. pierwsze wydanie słownika Lindego z lat 1807–1814.

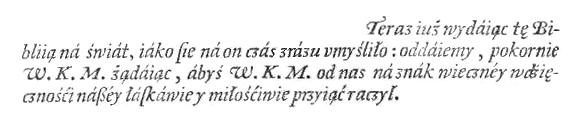
Tekst polski z 1599 roku pochodzący z polskiego tłumaczenia Biblii. Obok zastosowania ſ i s (np. łáſkáwie i czás) dostrzegamy też liczne ligatury, np. ß (ſz), dz, cz. (Znak ʒ należy traktować jak wariant allograficzny litery z). Te na początku tekstu to przykład dostosowania odstępu między znakami do ich kształtu — kerning.

Z powodu podobieństwa ſ do f w wielu krojach czcionki, stosunkowo często spotyka się błędy w odczytaniu tej litery lub błędy typograficzne wynikłe z zamiany ſ na f lub odwrotnie.

## Współczesne zastosowanie
Symbol całki ∫ powstał jako wydłużona litera ſ.
Gottfried Wilhelm von Leibniz oparł symbol całki na łacińskim słowie summa (suma), które pisał ſumma.
Sporadycznie spotyka się użycie ſ do celów dekoracyjnych w niektórych krajach stosujących alfabet łaciński (choć raczej nie w Polsce).

## Znaki podobne
Podobnym lecz innym znakiem jest ʃ (esh, U+0283) używane współcześnie m.in. w międzynarodowym alfabecie fonetycznym, gdzie oznacza spółgłoskę szczelinową zadziąsłową bezdźwięczną, jak np. na początku polskiego słowa szafa.

## Galeria

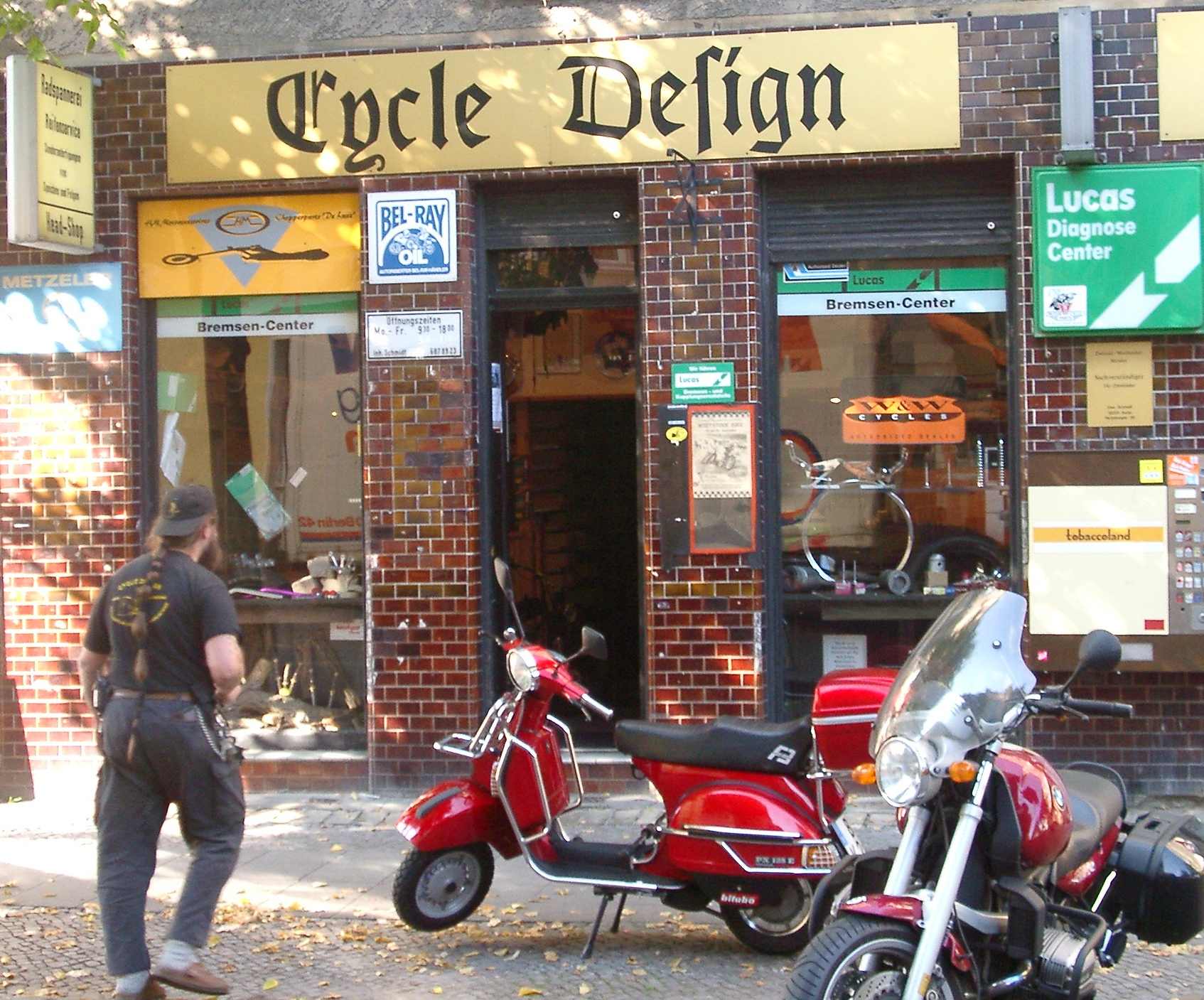
Długie s na współczesnym szyldzie sklepu w Berlinie
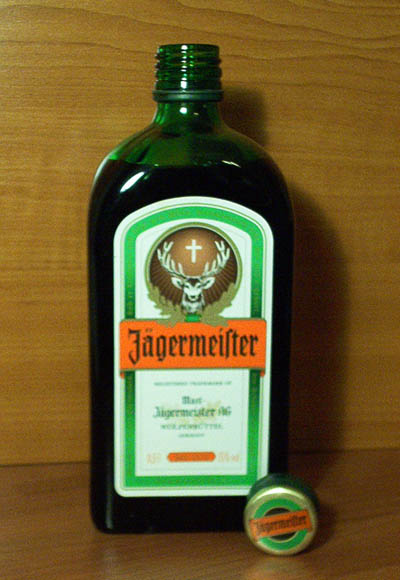
Logotyp likieru Jägermeister
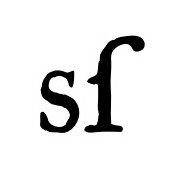
Warianty allograficzne małej litery s: s i ſ

## Kodowanie
| Znak                   | ſ                         | ſ                         |
| ---------------------- | ------------------------- | ------------------------- |
| Nazwa w Unikodzie      | Latin small letter long s | Latin small letter long s |
| Kodowanie              | dziesiątkowo              | szesnastkowo              |
| Unicode                | 383                       | U+017F                    |
| UTF-8                  | 197 191                   | c5 bf                     |
| Odwołania znakowe SGML | &#383;                    | &#x017F;                  |